# برايان بودرو
برايان بودرو هو سياسي كندي، ولد في 19 يوليو 1954 في Bras d'Or, Nova Scotia ‏ في كندا. نشط حزبياً في الحزب الليبرالي في نوفا سكوشا ‏.